# Werner Anzenberger

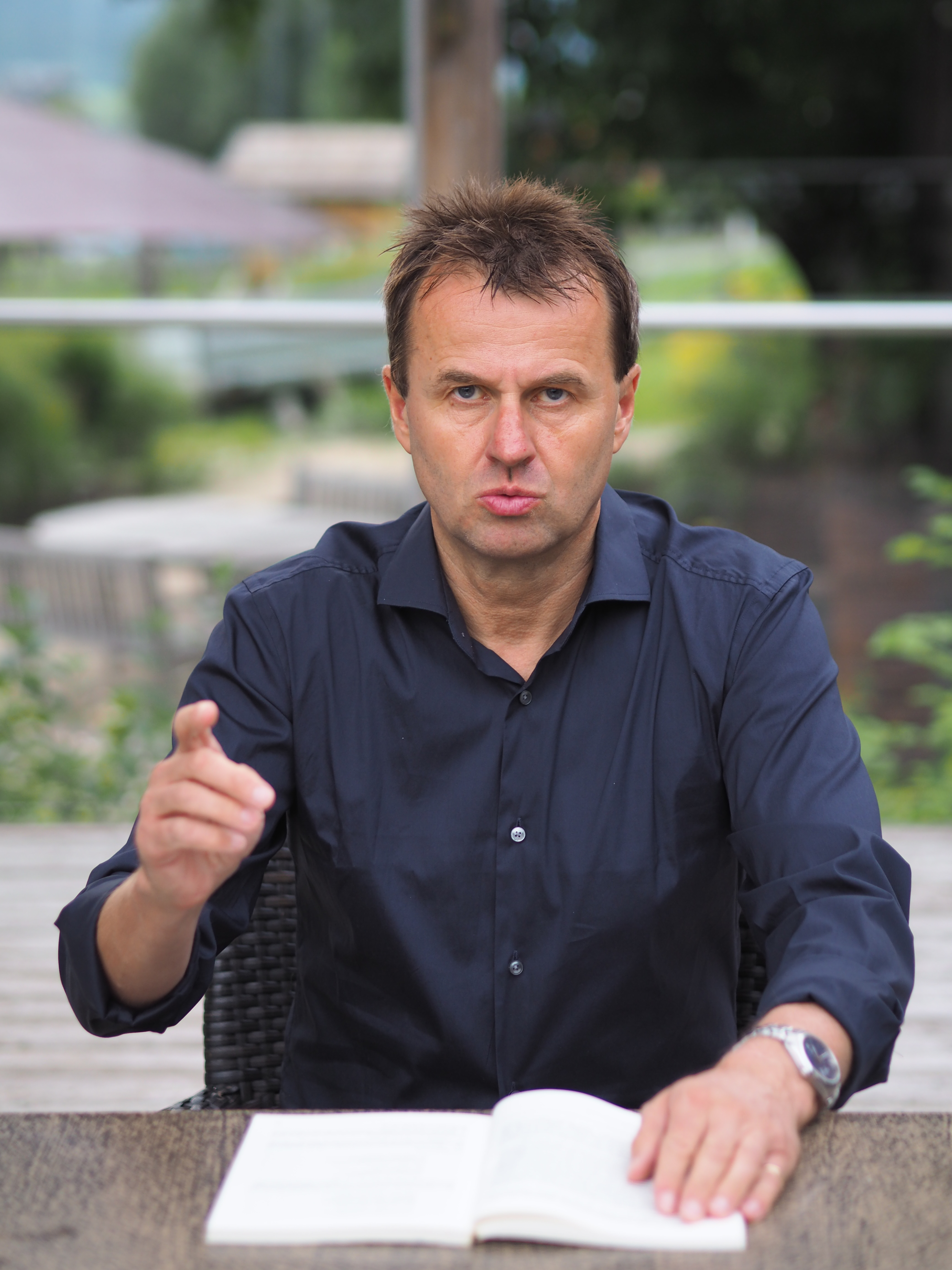
Werner Anzenberger (2019)

Werner Anzenberger (* 8. September 1962 in Leoben) ist ein österreichischer Jurist, Historiker, Schriftsteller und Politiker (SPÖ). Derzeit fungiert er als Leiter des Bereichs Soziales und Sozialpolitik sowie als Stabsstellenleiter der Außenstellen der steirischen Kammer für Arbeiter und Angestellte sowie Landes- und stellvertretender Bundesvorsitzender der SPÖ-Vorfeldorganisation Bund Sozialistischer Freiheitskämpfer. Für seine schriftstellerische Arbeit verwendet Anzenberger das Pseudonym Peter Veran.

## Ausbildung und Beruf
1981 maturierte Anzenberger am BG/BRG Leoben I. Anschließend begann er an der Karl-Franzens-Universität Graz ein Diplom- und Doktoratsstudium der Rechtswissenschaften, welches er mit seiner Promotion im Jahr 1988 abschloss. Seine Dissertation trug den Titel „Finanzstrafrecht und Menschenrechtskonvention“. In der Folge studierte Anzenberger bis 1998, ebenfalls an der Karl-Franzens-Universität in Graz, Geschichte. 1995 schloss er das Magisterstudium mit einer Diplomarbeit über Karl Kraus und dessen ambivalenter Haltung zur Demokratie ab. Mit seiner 1998 erschienenen Dissertation „Casa de Austria Republicana. Haus Österreich in Literatur und Politik“ promovierte Anzenberger zum Doktor der Geisteswissenschaften.
Anzenberger begann seine berufliche Laufbahn 1988 bei der Arbeiterkammer Leoben. 1999 erfolgte die Beförderung zum Leiter der Außenstelle. Seit 2008 ist er Leiter des Bereichs Soziales und Sozialpolitik sowie Stabsstellenleiter der Außenstellen der steirischen Arbeiterkammer.

## Publizistisches und öffentliches Wirken
Anzenberger hat bislang zahlreiche juristische, politikwissenschaftliche sowie historische Monografien, Aufsätze und Beiträge in Sammelwerken publiziert. Der Hauptschwerpunkt seiner historischen Forschungen liegt auf der Geschichte des Nationalsozialismus und der Geschichte des Austrofaschismus. Er gilt als einer der Pioniere der Aufarbeitung des Widerstandes gegen das NS-Regime in der Steiermark. Ein weiterer Forschungsschwerpunkt bildet die Geschichte der österreichischen Sozialdemokratie und ihr Wirken in der Ersten Republik. Innerhalb dieses Themenkomplexes nimmt der sozialdemokratische Februaraufstand, den er als „Widerstand für eine Demokratie“ interpretiert, eine besondere Rolle ein. Des Weiteren beschäftigt sich Anzenberger auch mit der Geschichte der steirischen Arbeiterkammer. Zu deren Jubiläum gab er eine Festschrift mit dem Titel „100 Jahre Gerechtigkeit“ heraus.
Unter dem Pseudonym Peter Veran veröffentlichte Anzenberger am 12. Februar 2020 seinen ersten Roman. Dabei handelte es sich um die Groteske „Plädoyer eines Märtyrers“. In diesem Werk wird der Ständestaatskanzler Engelbert Dollfuß vor Gericht gestellt und versucht sein Wirken zu rechtfertigen. In einem ausufernden Monolog demaskiert er sich dabei selbst. Seine Verachtung für Demokratie und Rechtsstaat dabei auch stellenweise auf unfreiwillig komische Art zum Ausdruck. Nach Veröffentlichung seines Romans ging Anzenberger auf eine Lesetour, welche durch zahlreiche österreichische Städte führte. Einige geplante Lesungen mussten jedoch aufgrund der Corona-Krise abgesagt werden. Außerhalb Österreichs wurde das Buch unter anderem auf der Leipziger Buchmesse vorgestellt. „Plädoyer eines Märtyrers“ erhielt überwiegend positive Kritiken. Die Kleine Zeitung beschrieb es als leichtfüßig, unterhaltend und doch beklemmend. Thomas Neuhold lobte im Standard neben Anzenbergers umfangreichen historischem Detailwissen auch dessen Sprachwitz. Florian Felix Weyh, Chefredakteur des Kulturradios Deutschland, verglich Peter Veran mit Helmut Qualtinger, der Chefredakteur Hannes Nagel von „Das Flugblatt/Musenblatt“ sah Ähnlichkeiten mit Kurt Tucholsky. Auf der österreichweiten Bestsellerliste erreichte das Buch Platz fünf.
Am 31. August 2020 erschien Anzenbergers erster Gedichtband. Er trägt den Titel "Europäische Lese" und wurde wie schon "Plädoyer eines Märtyrers" unter dem Pseudonym Peter Veran veröffentlicht. In "Europäische Lese" setzt sich Anzenberger auf lyrische Art und Weise mit dem Geist Europas auseinander. Dabei wandelt der Erzähler durch die Haupt- und Seitentrakte einer imaginären Bibliothek und richtet den Blick auf die schöpferischen Geister des Kontinents. Jedes Gedicht ist einem europäischen Künstler zuzuordnen. Lesungen fanden im Oktober 2020 in Bruck an der Mur und Graz statt.
Anzenberger hält am 12. Februar regelmäßig Vorträge und Ansprachen in ganz Österreich, überwiegend vor sozialdemokratischem Publikum. Dabei finden oftmals das Leben und Wirken des hingerichteten SDAP-Politikers Koloman Wallisch besondere Beachtung. Im geschichtswissenschaftlichen Diskurs um die Zeit zwischen 1934 und 1938 ist Anzenberger ein starker Verfechter des Begriffs „Austrofaschismus“. 
Im Oktober 2008 hielt er anlässlich der Einweihung des neu gestalteten Leobener Mahnmals für die Opfer des Nationalsozialismus eine Rede. Im November 2018 kam es auf Anzenbergers Initiative hin zur Verlegung des ersten Stolpersteines zu Ehren des örtlichen Widerstandskämpfers Simon Trevisani. Im September 2019 wurde das Projekt mit der Verlegung von sieben Stolpersteinen zu Ehren von Opfern des Holocaust fortgesetzt. Bereits im April 2018 stellte Anzenberger zusammen mit dem Leobener Bürgermeister Kurt Wallner Zusatztafeln vor, welche auf die nationalsozialistische Gesinnung von Hans Kloepfer, Ottokar Kernstock und Friedrich Mayer-Beck, nach denen Straßen benannt sind, hinweisen. Ein ähnliches Projekt wird gerade in Bruck an der Mur in Kooperation mit Bürgermeister Peter Koch umgesetzt.

## Sonstige Funktionen, Titel und Ehrungen
Anzenberger ist Vorstandsmitglied der Grazer juristischen Gesellschaft, des Mauthausen-Komitees Österreich und Vizepräsident des Dokumentationsarchivs des österreichischen Widerstandes. Seit 26. April 2016 ist er steirischer Landesvorsitzender und stellvertretender Bundesvorsitzender des Bundes Sozialdemokratischer FreiheitskämpferInnen, Opfer des Faschismus und aktiver AntifaschistInnen. Im Oktober 2017 bekam Anzenberger von Bundespräsident Alexander Van der Bellen den Berufstitel Professor verliehen. Seit 27. Juli 2020 ist er Stadtrat für Finanzen in Bruck an der Mur.

## Privates
Anzenberger ist verheiratet und hat drei Kinder. Er lebt in Bruck an der Mur.

## Publikationen (Auswahl)
- Finanzstrafrecht und Menschenrechtskonvention, Wien 1989.
- Absage an eine Demokratie. Karl Kraus und der Verfassungsbruch, Graz 1997.
- Casa de Austria Republicana. Haus Österreich in Literatur und Politik, Graz 1999.
- Bruck/Mur 1934. Eine Region im politischen Widerstand, Leoben 1999.
- Zwischen den Fronten. Die Region Eisenerz 1938–1945, Graz 1999. Gem. mit Heimo Halbrainer, Hans-Jürgen Rabko und Gabriela Stieber
- Vertragsbedienstetenrecht Steiermark, Wien 2002. Gem. mit Sonja Kern
- Konflikt und Integration. Die Lager Trofaiach/Gai 1915–1960, Graz 2003. Hrsg. gem. mit Heimo Halbrainer und Hans-Jürgen Rabko
- Widerstand für eine Demokratie. 12. Februar 1934, Graz 2004. Gem. mit Martin F. Polaschek
- Die Eisenstraße 1938–1945. NS-Terror – Widerstand – Neues Erinnern, Graz 2013. Hrsg. gem. mit Christian Ehetreiber und Heimo Halbrainer
- Unrecht im Sinne des Rechtsstaates. Die Steiermark im Austrofaschismus, Graz 2014. Hrsg. gem. mit Heimo Halbrainer
- Plädoyer eines Märtyrers, Wien 2020. (als Peter Veran)
- Festschrift Arbeiterkammer Steiermark. 100 Jahre Gerechtigkeit, Graz 2020. Hrsg. gem. mit Anja Grabuschnig und Heimo Halbrainer
- Europäische Lese. Einhundertsechzig Gedichte. Und eines. Und ein letztes, Graz 2020. (als Peter Veran)
- Otto Bauer. Der Aufstand der österreichischen Arbeiter, Wien 2021. Hrsg. gem. mit Anja Grabuschnig und Hans-Peter Weingand
- Personalrecht Steiermark, Graz 2021. Gem. mit Sonja Kern, Manfred Kindermann und Biljana Milanovic.